# Mălușteni
Mălușteni – wieś w Rumunii, w okręgu Vaslui, w gminie Mălușteni. W 2011 roku liczyła 638 mieszkańców.